# Amélie Cazé
Amélie Cazé (ur. 18 lutego 1985 w Noyon) – francuska pięcioboistka nowoczesna, czterokrotna mistrzyni świata, dwukrotna mistrzyni Europy. Trzykrotna mistrzyni Francji (2004–2006). Startowała w igrzyskach olimpijskich w Atenach, zajmując indywidualnie 12. miejsce.

## Sukcesy
| Nazwa zawodów      | Miejsce   | Rok  | Konkurencja   | Miejsce |
| ------------------ | --------- | ---- | ------------- | ------- |
| Mistrzostwa świata | Moskwa    | 2004 | sztafeta      | Brąz    |
| Mistrzostwa świata | Berlin    | 2007 | indywidualnie | Złoto   |
| Mistrzostwa świata | Budapeszt | 2008 | indywidualnie | Złoto   |
| Mistrzostwa Europy | Lipsk     | 2009 | indywidualnie | Złoto   |
| Mistrzostwa Europy | Debreczyn | 2010 | indywidualnie | Złoto   |
| Mistrzostwa świata | Chengdu   | 2010 | indywidualnie | Złoto   |
| Mistrzostwa świata | Chengdu   | 2010 | drużynowo     | Złoto   |
| Mistrzostwa świata | Chengdu   | 2010 | sztafety      | Srebro  |
| Mistrzostwa Europy | Medway    | 2011 | drużynowo     | Brąz    |
| Mistrzostwa Europy | Medway    | 2011 | sztafety      | Brąz    |